# Fall to Pieces (Velvet Revolver)
"Fall to Pieces" är en powerballad med den amerikanska hårdrocksgruppen Velvet Revolver. Låten, som är skriven av samtliga bandmedlemmar, utgavs som singel den 13 september 2004. "Fall to Pieces" låg elva veckor som etta på Hot Mainstream Rock Tracks.

## Låtförteckning
1. "Fall to Pieces" (Scott Weiland, Slash, Duff McKagan, Matt Sorum, Dave Kushner) – 4:30
2. "Surrender" (Cheap Trick-cover; Rick Nielsen) – 4:25

## Medverkande
- Scott Weiland – sång
- Slash – sologitarr
- Duff McKagan – elbas, bakgrundssång
- Matt Sorum – trummor, percussion, bakgrundssång
- Dave Kushner – kompgitarr